# Tadeusz Zipser
Tadeusz Maria Zipser (ur. 5 września 1930 we Lwowie) – polski architekt i urbanista współczesny, laureat Honorowej Nagrody SARP w 1986, profesor Politechniki Wrocławskiej, publicysta.

## Życiorys
Syn profesora i rektora Politechniki Lwowskiej Kazimierza Zipsera. Po wysiedleniu ze Lwowa zamieszkał we Wrocławiu i ukończył w 1952 studia na Wydziale Architektury Politechniki Wrocławskiej. Pracując następnie na uczelni, zajmował się m.in. problemami planowania urbanistycznego i prognozowania ruchu ulicznego, zapoczątkowując w 1962 użycie komputerów w prognozowaniu obciążenia ulic. W 1960 otrzymał stopień naukowy doktora (praca Zasady ekspozycji w nowoczesnym ogrodzie zoologicznym), w 1968 doktora habilitowanego (praca Badanie struktury trójkątowo-łańcuchowej obszarów zurbanizowanych), zaś w 1976 został profesorem. W II połowie lat 70. zaangażowany w działalność opozycji demokratycznej, m.in. współpracował ze Studenckim Komitetem Solidarności, w styczniu 1978 podpisał deklarację założycielską Towarzystwa Kursów Naukowych. W 1979 wykładał i prowadził seminaria z zakresu planowania miast na Southern Illinois University.
W PRL informacje na temat Tadeusza Zipsera podlegały cenzurze. W 1977 roku jego nazwisko znajdowało się na specjalnej liście osób pod szczególną kontrolą cenzury. Zalecenia cenzorskie dotyczące jego osoby zanotował Tomasz Strzyżewski, który w swojej książce o peerelowskiej cenzurze opublikował notkę informacyjną z 7 stycznia 1977 roku Głównego Urzędu Kontroli Prasy, Publikacji i Widowisk. Wytyczne dla cenzorów wymieniały jego nazwisko z adnotacją: "Wszelkie próby popularyzowania w środkach masowego przekazu (prasa codzienna, radio, TV, tygodniki społeczno-polityczne) niżej wymienionych osób należy sygnalizować kierownictwu GUKPPiW". Zalecenia cenzorskie zezwalały jedynie na publikacje w prasie specjalistycznej, naukowej oraz skryptach itp.
17 czerwca 1981 został wybrany na rektora Politechniki Wrocławskiej. Kadencję rozpoczął we wrześniu tegoż roku, lecz ze względu na aktywną działalność w „Solidarności” został po ogłoszeniu stanu wojennego 24 grudnia usunięty ze stanowiska, a 4 stycznia 1982 internowany i osadzony we wrocławskim więzieniu przy ul. Kleczkowskiej.
W latach 90. współinicjator powstania kierunku studiów gospodarka przestrzenna na Politechnice Wrocławskiej i kierownik Katedry Planowania Przestrzennego. W tym okresie należał też do Rady dla Spraw Nauki przy prezydencie RP Lechu Wałęsie i kierował zespołem projektującym studium uwarunkowań i kierunków zagospodarowania przestrzennego Wrocławia, przyjęte w 1997.
Pod jego kierunkiem w 2000 stopień naukowy doktora uzyskała Izabela Mironowicz.

## Dzieła
- kościół św. Ducha we Wrocławiu (z Waldemarem Wawrzyniakiem i Jerzym Wojnarowiczem), 1972–1983
- kościół św. Józefa w Świeradowie-Zdroju (z Waldemarem Wawrzyniakiem), 1974–1979
- rekonstrukcja wieży kościoła św. Elżbiety Węgierskiej we Wrocławiu (z Maciejem Dobrowolskim), 1978–1980 – współczesny hełm o ażurowych formach
- kościół pw. Opatrzności Bożej we Wrocławiu na os.Nowy Dwór (1978 – ?)
- kaplica cmentarza pod wezwaniem św. Ducha we Wrocławiu
- kościół Matki Boskiej Nieustającej Pomocy w Grajewie, 2000

W 1967 zaprojektował dla wrocławskiego Ogrodu Botanicznego specjalny niewielki zbiornik wodny do ekspozycji roślin wodnych. Ponadto zajmował się projektowaniem ogrodów zoologicznych.
Jest autorem poematu Respicjum: Symetryczna Komedia Symetryczna.
W 2014 Muzeum Architektury we Wrocławiu zorganizowało wystawę indywidualną „Tadeusz M. Zipser. Zygzakiem przez symbole” i wydało jego książkę autorską.

## Odznaczenia
- 1986: Honorowa Nagroda SARP
- 2001: Pro Ecclesia et Pontifice
- 2005: Krzyż Oficerski Orderu Odrodzenia Polski[9]

## Galeria

### Kościół św. Ducha we Wrocławiu

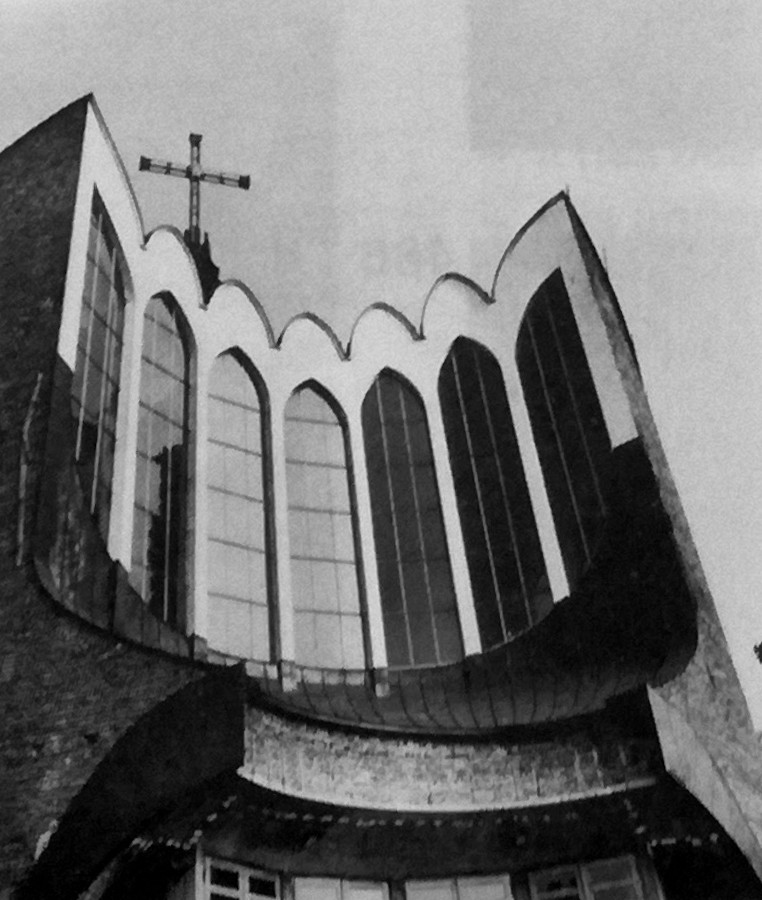
Fasada na kilka lat po otwarciu
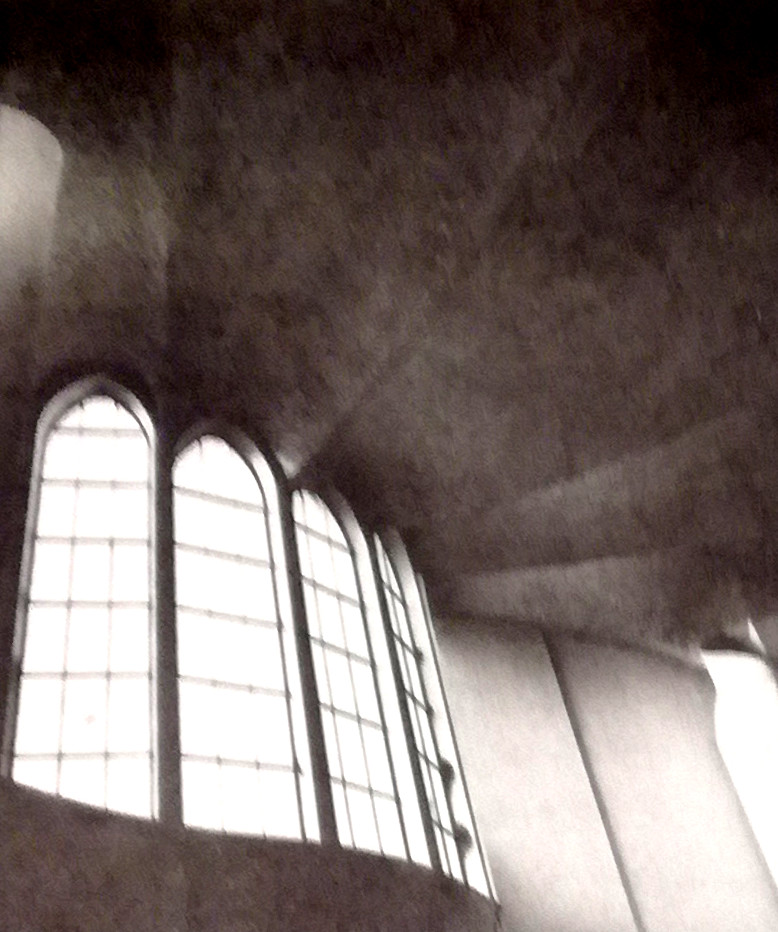
Wnętrze
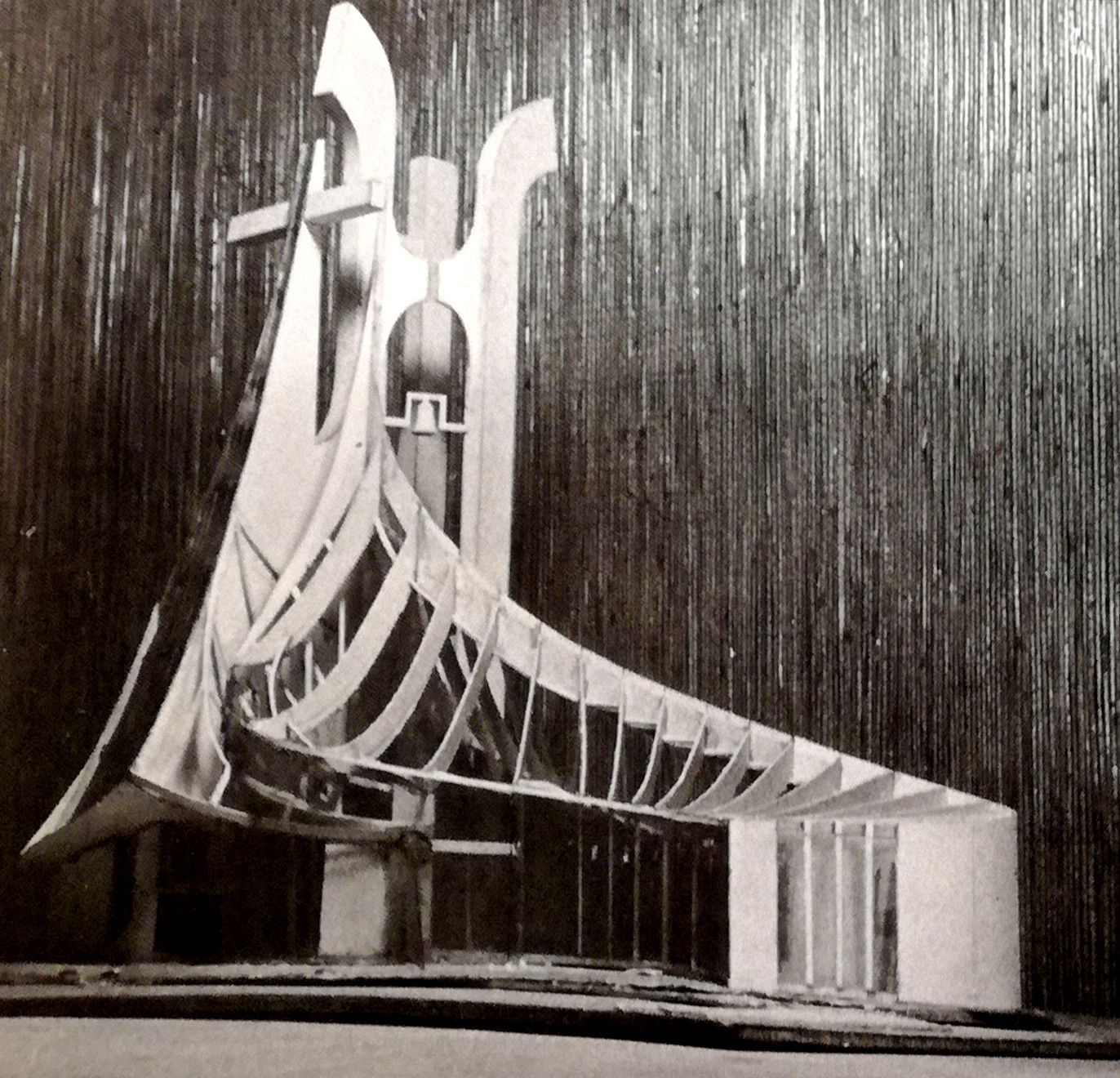
Makieta kaplicy cmentarnej, 1978-90, projekt wraz z M. Dobrowolski, R. Pustelnik, P. Szkoda

### Inne

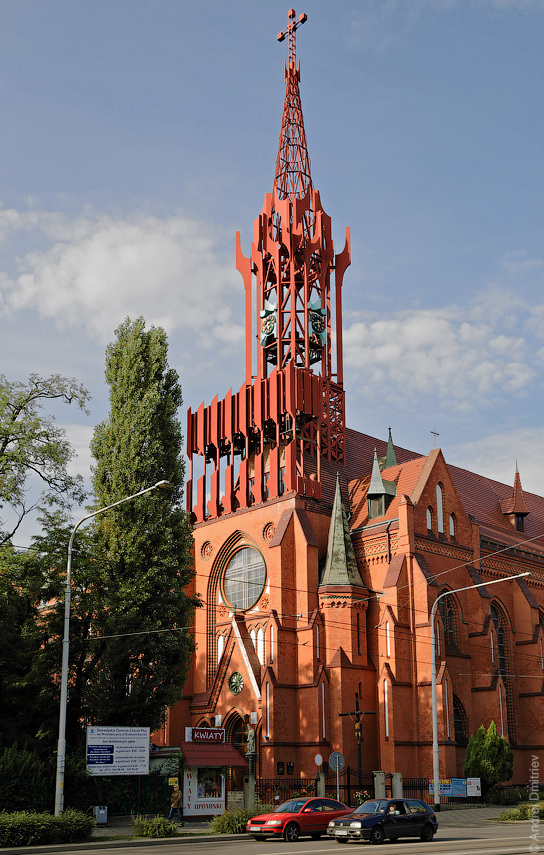
Kościół św. Elżbiety Węgierskiej we Wrocławiu z wieżą zrekonstruowaną wg projektu prof. T. Zipsera i M. Dobrowolskiego
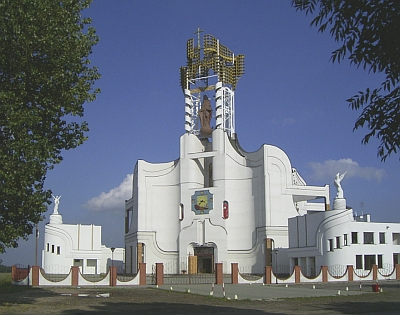
Kościół Matki Bożej Nieustającej Pomocy w Grajewie
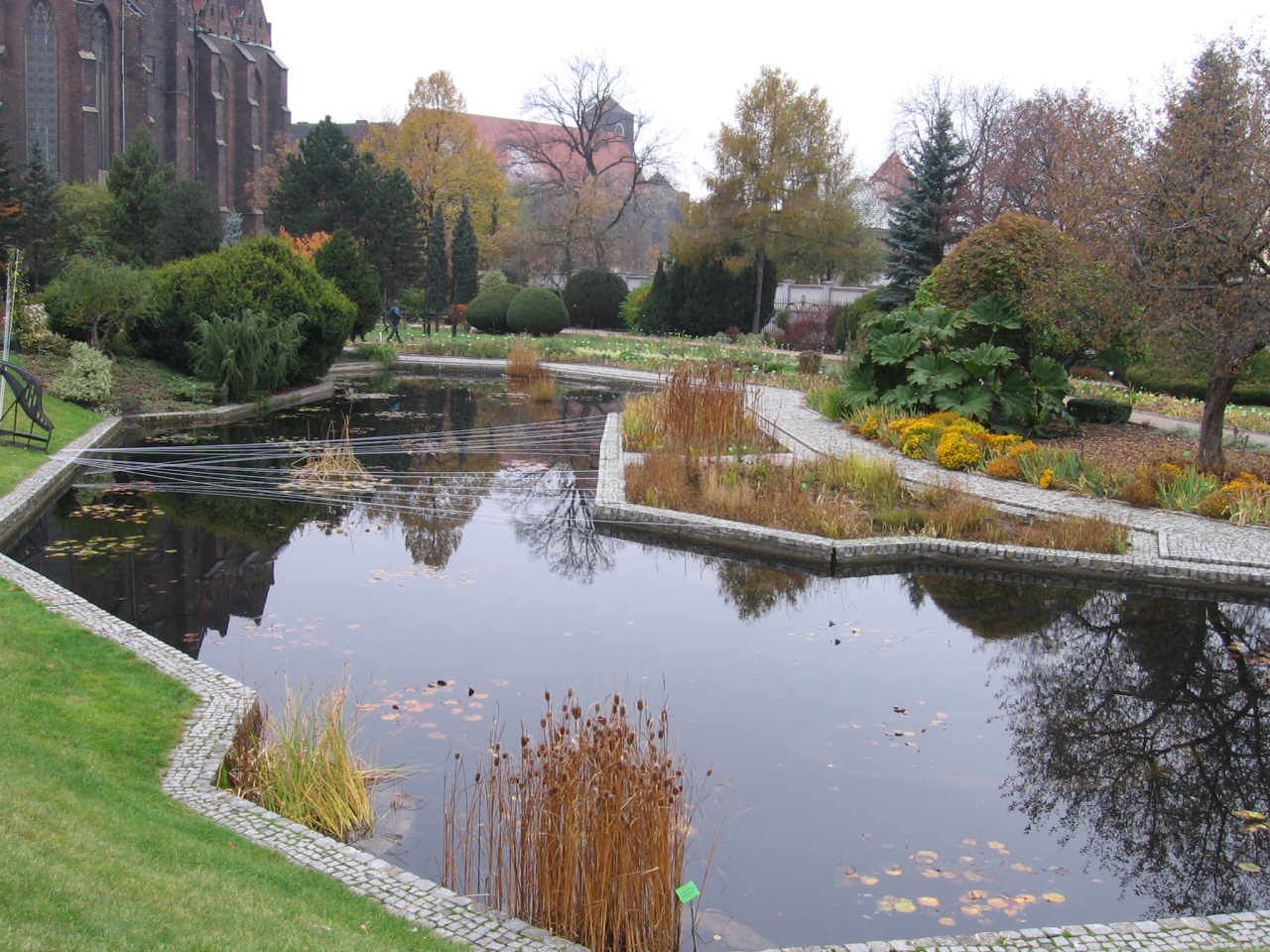
Basen dla roślin wodnych w Ogrodzie Botanicznym we Wrocławiu